# Dinocoryna carolinensis
Dinocoryna carolinensis är en skalbaggsart som beskrevs av Charles Hamilton Seevers 1959. Dinocoryna carolinensis ingår i släktet Dinocoryna och familjen kortvingar. Inga underarter finns listade i Catalogue of Life.